# The Man Who Took a Chance
The Man Who Took a Chance er en amerikansk stumfilm fra 1917 af William Worthington.

## Medvirkende
- Franklyn Farnum som Monty Gray
- Agnes Vernon som Constance Lanning
- Lloyd Whitlock som Wilbur Mason
- Du Cello som Mrs. Lanning
- Mark Fenton som Richard Lanning